# Língua nuquini
Nukini ou Nuquini é uma língua extinta brasileira,usada pelas tribos do Acre.